# Упанаяна

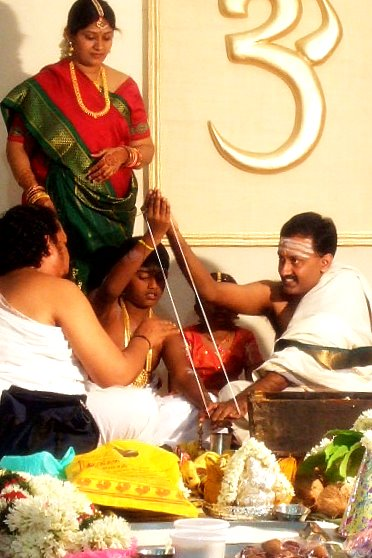
Покладання священної мотузки упавіти у брахманів

Упанаяна (санскр. उपनयनम upanayana IAST - «посвята», «введення», «підношення») — індуїстський обряд отримання священного шнура упавіти (санскр. उपवीत, upavīta IAST) , в ході якого юнака однієї з трьох вищих варн (брагманів, кшатріїв або вайш'їв) формально посвячують у вивчення Вед. Обряд упанаяна знаменує закінчення дитинства і вступ юнака в одну з трьох вищих варн. Упанаяна є однією з дванадцяти самскар, що пропонуються в Дхарма-шастрах і пояснених у Ґріх'я-сутрах.
Обряд упанаяна відбувається над хлопчиком з варни брахманів щонайменше на 7-му році від народження, над хлопчиком з варни кшатріїв - на 13-му , і над хлопчиком з варни вайш'їв - на 17-му. Вчинення обряду упанаяна вважається обов'язковим для всіх представників трьох вищих варн. Раніше в Індії непосвяченого відлучали, і з ним заборонялося будь-яке спілкування. Обряд упанаяна вважається другим, духовним народженням і супроводжується нареченням посвячуваного новим іменем. Він знаменує собою вступ хлопчика в першу з чотирьох стадій життя в індуїзмі — стадію учня (брагмачарі). Церемонія упанаяна складна, часто займає не один день і складається з очисних обрядів, шанування планет, ритуальної стрижки волосся та іншого.

## Виноски
1. ↑  Hartmut Scharfe (2007), Handbook of Oriental Studies, Brill Academic, ISBN 978-9004125568, pages 102-103, 197-198, 263-276